# Tamaki Učijamaová
Tamaki Učijamaová (japonsky 内山 環, * 13. prosince 1972 Hjógo) je bývalá japonská fotbalistka.

## Reprezentační kariéra
Za japonskou reprezentaci v letech 1991 až 1999 odehrála 58 reprezentačních utkání. Byla členkou japonské reprezentace i na Mistrovství světa ve fotbale žen 1991, 1995, 1999 a Letních olympijských hrách 1996.

## Statistiky
| Japonsko | Japonsko | Japonsko |
| Roky     | Záp.     | Góly     |
| -------- | -------- | -------- |
| 1991     | 6        | 3        |
| 1992     | 0        | 0        |
| 1993     | 0        | 0        |
| 1994     | 5        | 1        |
| 1995     | 9        | 9        |
| 1996     | 8        | 3        |
| 1997     | 6        | 4        |
| 1998     | 10       | 2        |
| 1999     | 14       | 4        |
| Celkem   | 58       | 26       |

## Úspěchy

### Reprezentační
- Mistrovství Asie:  1991, 1995;  1997